# Påskkärring

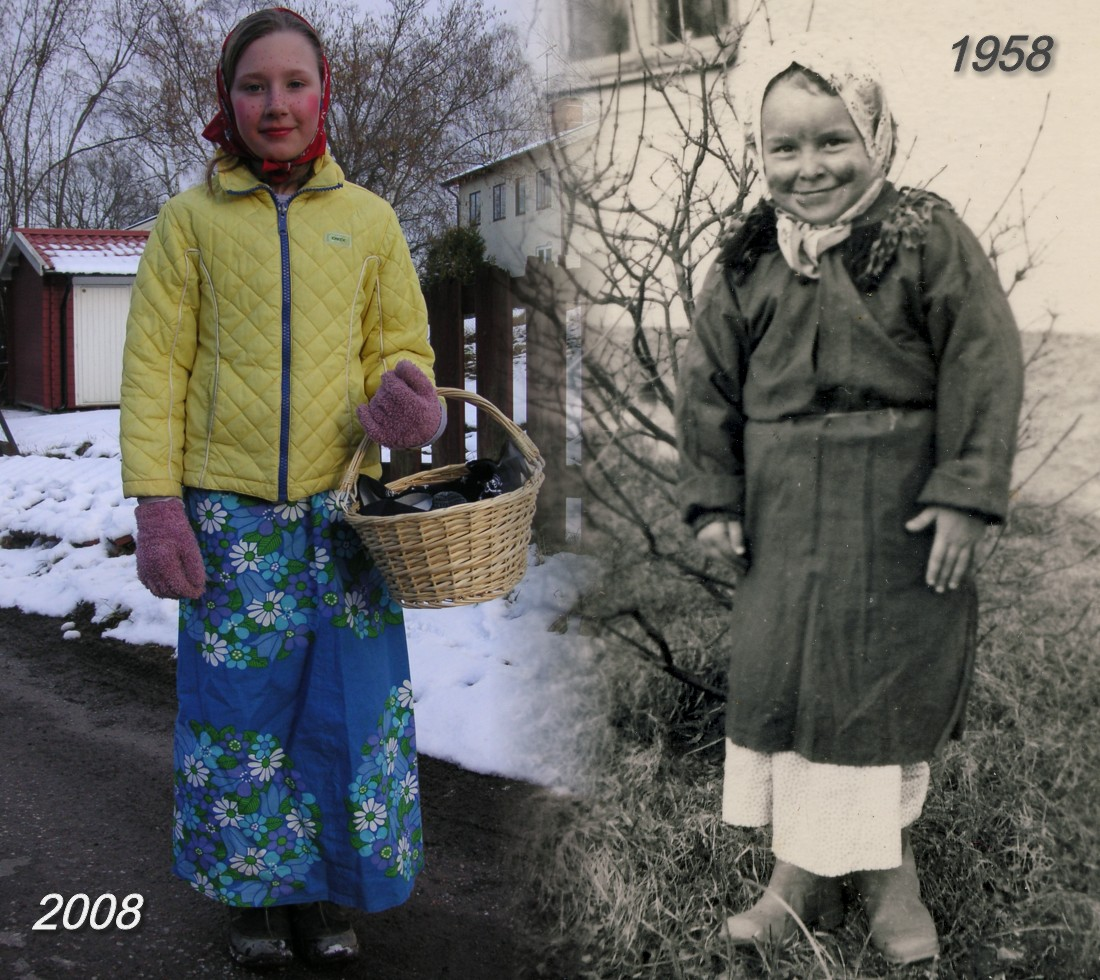
Schwedische Osterweiber aus den Jahren 2008 und 1958

Påskkärring, Osterhexe oder Osterweib (påsk bedeutet Ostern und kärring Weib auf Schwedisch) ist laut alter, schwedischer Tradition eine Hexe, die auf ihrem Besen am Gründonnerstag nach Blåkulla fliegt, dem schwedischen Gegenstück zum Brocken oder Blocksberg.
In Schweden verkleiden sich Kinder an diesem Tag als Påskkärringar. Ihre Kleidung besteht gewöhnlich aus einem langen Kleid, Schürze und Kopftuch, dazu gehört auch ein Kaffeekessel, ein Besen sowie ein Korb, in dem man Süßigkeiten sammelt. Denn das ist der Sinn der Sache, man geht in kleinen Gruppen von Haus zu Haus und bettelt um Süßigkeiten oder um andere kleine Gaben, als „Belohnung“ werden selbst gezeichnete Bilder mit Ostermotiven überreicht.
Seit wann sich Kinder in Schweden als Osterweiber verkleiden, ist ungewiss. Es gibt Aufzeichnungen von 1863, die diesen Brauch bezeugen, doch verbreitete er sich anscheinend erst ab Anfang des 20. Jahrhunderts.